# (1681) Steinmetz
(1681) Steinmetz ist ein Asteroid des Hauptgürtels, der am 23. November 1948 von der französischen Astronomin Marguerite Laugier in Nizza entdeckt wurde.
Der Name des Asteroiden wurde auf Vorschlag von O. Kippes, der in die Überprüfung dieser Entdeckung involviert war, im Andenken an Julius Steinmetz gewählt. Steinmetz (1893–1965) war Pastor in Gerolfingen und berechnete Bahnen von Kometen und Asteroiden.